# 多瑙塔
多瑙塔（德語：Donauturm）是位於奧地利首都維也納的一座高塔，也是奧地利最高的建築，高252（827英尺），是世界第75高的塔。多瑙塔修建於1962年至1964年，位於多瑙河北岸的多瑙城。現在多瑙塔已經成為維也納天際線的一部分和一個熱門的旅遊景點。

## 外部連結
- Official website
- Structurae数据库中Donauturm的数据
- Footage of the 1968 accident. （页面存档备份，存于）
- 360° panorama of Vienna, seen from the restaurant